# チェイサー (2017年の映画)
『チェイサー』（原題: Kidnap）は、2017年にアメリカ合衆国で公開されたアクションスリラー映画。監督はルイス・プリエト、主演はハル・ベリーが務めた。

## 概略
カーラ・ダイソンはシングルマザーで、レストランのウェイトレスとして働いていた。彼女は6歳になる息子のフランキーを懸命に育てていたが、元夫との親権をめぐる法廷闘争は今もなお続いていた。
ある日、カーラはフランキーを公園へと連れて行った。弁護士から電話がかかってきたため、カーラはフランキーと繋いでいた手を一瞬離してしまった。ふと気が付くと、フランキーは行方をくらましていた。カーラが窓の外に目をやると、一組の男女がフランキーを車に押し込む姿があった。カーラは自動車にしがみついたが、振り落とされてしまった。
警察が当てにならないと確信したカーラは、自らの手でフランキーを取り戻す覚悟を決めた。

## キャスト
※括弧内は日本語吹替
- カーラ・ダイソン - ハル・ベリー（本田貴子）

シングルマザー。レストランで働いている。息子に対する愛情は深く、自分に都合の悪い状況に何度もあいながらも決して挫けない芯の強い女性。客のクレームに露骨に感情的になる所もあるが冷静に物事を対処しようとする思慮深さや無関係の民間人を危険な思いをしてまで助ける優しさも持つ。
- フランキー・ダイソン - セイジ・コレア（陸田由貴）

カーラの息子。眼鏡をかけている。6歳。
- テレンス “テリー”・ヴィッキー - リュー・テンプル（佐藤友啓）

フランキーを誘拐した一人。凶暴な性格。
- マーゴ・ヴィッキー - クリス・マクギン（塙英子）

フランキーを誘拐した一人。体格が良く暴力的であるがカーラに取っ組み合いで負けるなど腕っぷしは強くない、その一方では走行中の車から放り出されても平然としている頑丈な肉体を持つ。
- デヴィッド - ジェイソン・ウィンストン・ジョージ（英語版）

カーラの元夫。不動産業者。フランキーの親権を望んでいる。
- 髭の男 - クリストファー・ベリー（英語版）
- ビル - アーロン・シヴァー
- デル - カーティス・ベッドフォード（山本満太）

カーラが働くレストランのコック。
- ステファニー - カーメラ・ライリー
- ルーシー

誘拐された少女。
- リビー

誘拐された少女。

## 製作
2014年10月27日、本作の主要撮影がルイジアナ州ニューオーリンズで始まった。11月中旬にはスライデルでの撮影が行われた。12月7日、本作の主要撮影が終了した。

## 公開
当初、本作は2015年10月9日に全米公開される予定だった。しかし、同年7月、資金不足に陥ったレラティビティ・メディアは、本作の全米公開日を2016年2月26日に延期すると発表した。その後も、全米公開日は2016年5月13日、2016年12月2日と先延ばしになっていったが、最終的に全米公開が白紙となった。2017年3月10日に全米公開日が再設定されたものの、レラティビティ・メディアが破綻したために、いつ公開できるか分からない状況に陥った。最終的に、本作の配給権はアヴィロン・ピクチャーズに売却されることとなり、2017年8月4日に全米公開された。公開の遅延によって生じた費用は1300万ドルにも上った。

## 興行収入
本作はスティーブン・キングの小説を映画化した『ダークタワー』とキャスリン・ビグロー監督の新作『デトロイト』と同じ週に公開され、公開初週末に800万ドル前後を稼ぎ出すと予想されていたが、実際の数字はそれを上回るものであった。2017年8月4日、本作は全米2378館で封切られ、公開初週末に1001万ドルを稼ぎ出し、週末興行収入ランキング初登場5位となった。

## 評価
本作に対する批評家の評価は芳しくない。映画批評集積サイトのRotten Tomatoesには67件のレビューがあり、批評家支持率は36%、平均点は10点満点で4.6点となっている。サイト側による批評家の要約は「『チェイサー』はお粗末な脚本のせいで路頭に迷ってしまった。面白い前提を上手く利用することもできず、ハル・ベリーの才能を活かすこともできなかった。」となっている。また、Metacriticには26件のレビューがあり、加重平均値は44/100となっている。なお、本作のCinemaScoreはB+となっている。
『インディワイアー』のデヴィッド・エーリッヒは本作にD-評価を下し、「今年の夏に公開された作品の中で最悪の出来」「『絵文字の国のジーン』は退屈な作品で、シニカルな大企業のプロパガンダだったかもしれない。しかし、新しいものを作ろうとする姿勢はあった。ところが、『チェイサー』にはそれすらない。」と酷評している。